# آرگولو
آرگولو (به ایتالیایی: Arguello) یک کومونه در ایتالیا است که در استان کونیو واقع شده‌است.

## خصوصیات
آرگولو ۵٫۰ کیلومترمربع مساحت و ۱۸۴ نفر جمعیت دارد.